# Wolgogradski Traktorny Sawod

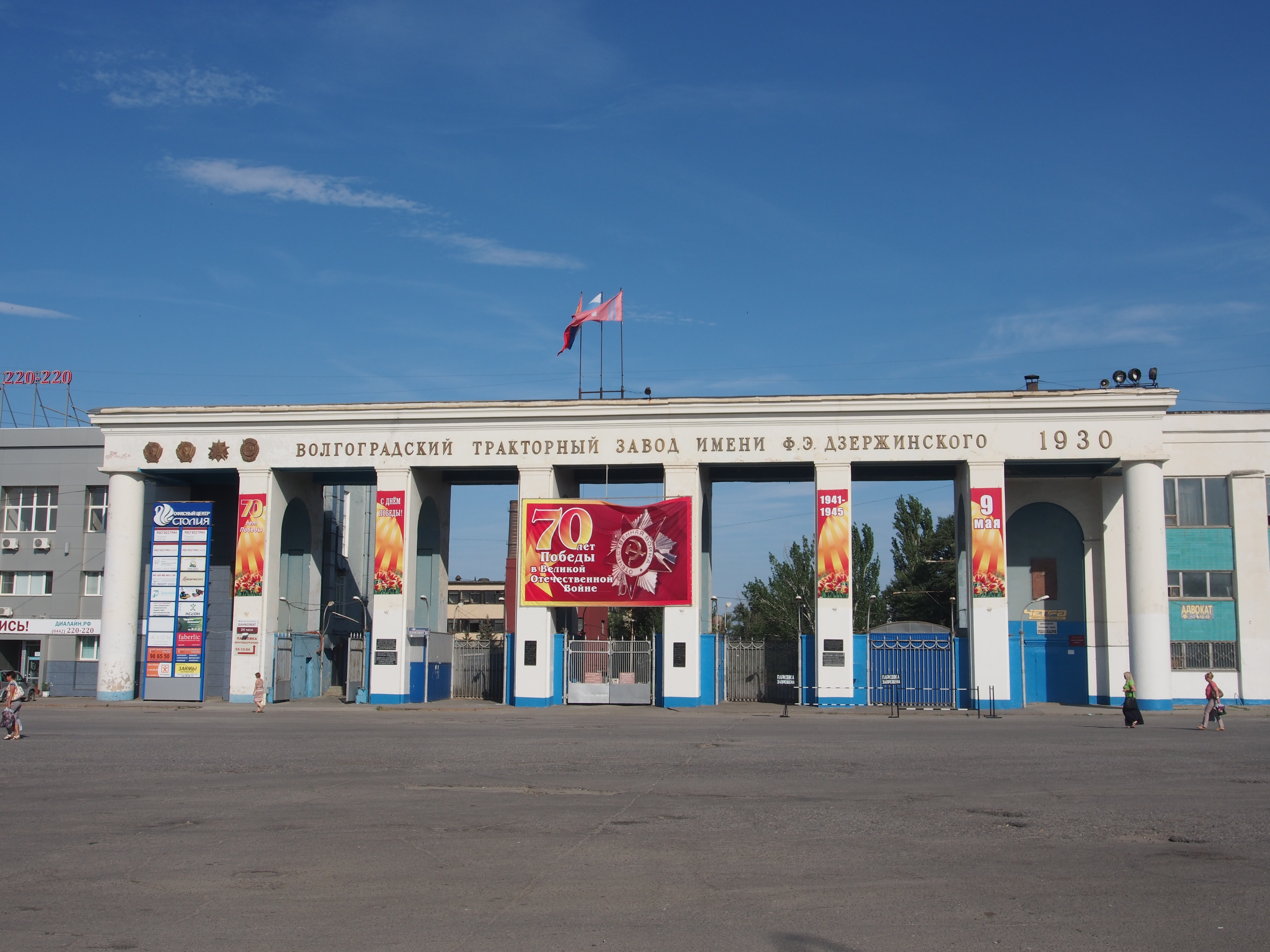
Haupteingang des Werks in Wolgograd (2015)

Das Wolgogradski Traktorny Sawod (deutsch Wolgograder Traktorenwerk; russisch Волгоградский тракторный завод, abgekürzt als ВгТЗ, im deutschen als WgTS und im englischen als VgTZ transkribiert) war ein ehemals sowjetischer und später russischer Hersteller von Traktoren und Rüstungsgütern. Das 1930 gegründete Unternehmen saß in Wolgograd, Russland und trat bis zur Insolvenz 2018 auch unter dem Namen OAO Traktornaja Kompania „WgTS“ (russisch ОАО Тракторная компания «ВгТЗ») auf. 2003 wurde das Unternehmen vom Konzern Traktornyje Sawody aufgekauft.
Bis 1961 trug das Werk den Namen Stalingradski Traktorny Sawod imeni F. E. Dserschinskowo, deutsch Stalingrader Traktorenwerk namens F. E. Dserschinski, kurz STS (russisch Сталинградский тракторный завод им. Ф. Э. Дзержинского, abgekürzt СТЗ), nach dem sowjetischen Staatsmann, Berufsrevolutionär und Geheimdienstchef Felix Dserschinski. Das Unternehmen war lange Zeit einer der größten Traktorenhersteller der Sowjetunion beziehungsweise später Russlands und exportierte auch in zahlreiche andere Länder der Welt. Es baute vor allem Kettentraktoren.

## Unternehmensgeschichte

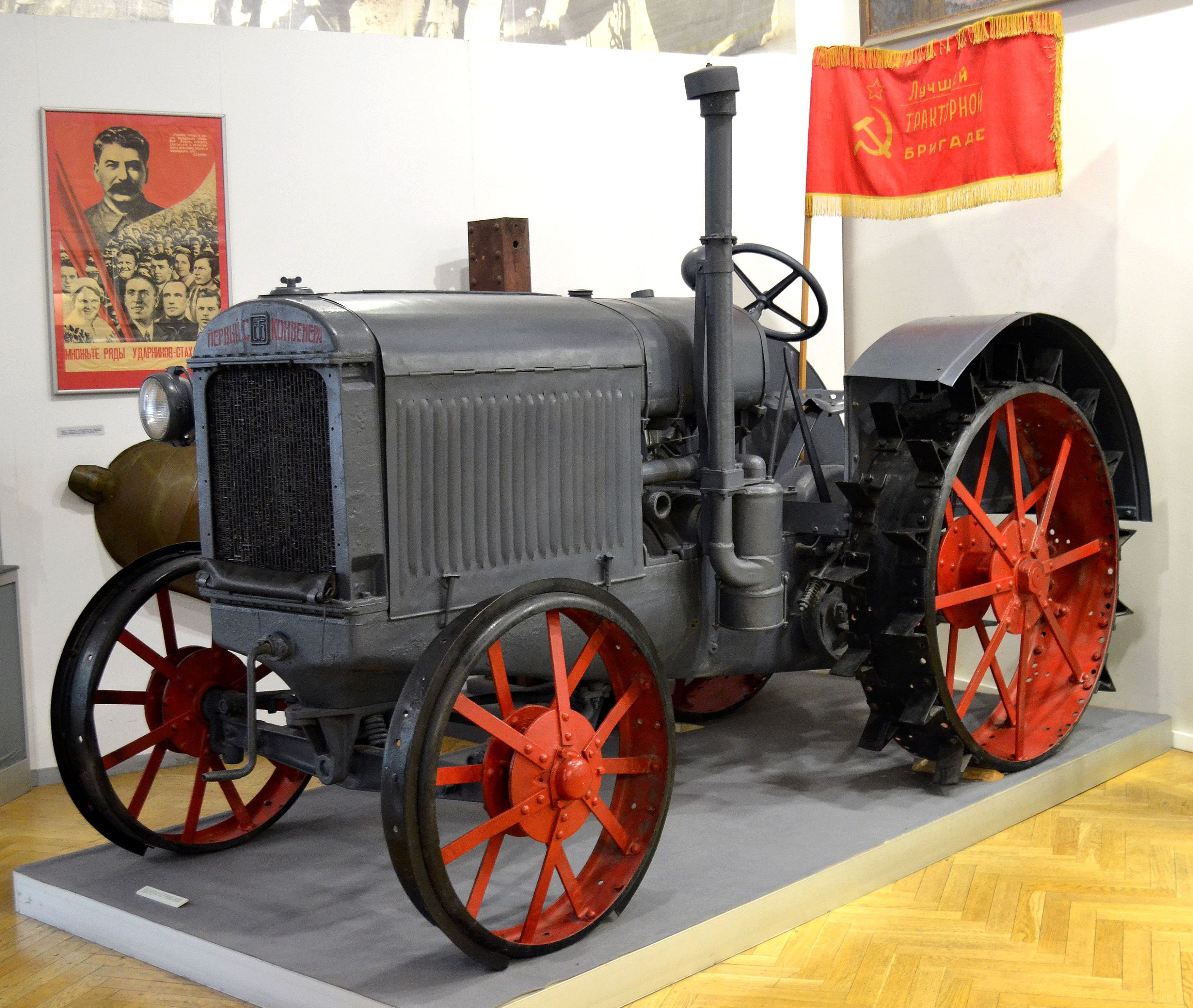
Der erste SChTS-15/30, der 1930 in Stalingrad gebaut wurde, in einem Museum (2014)

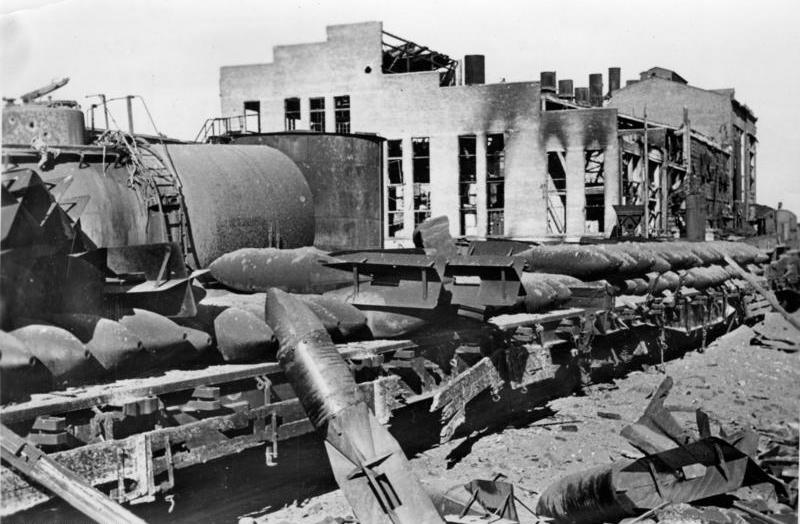
Das zerstörte Traktorenwerk (November 1942)

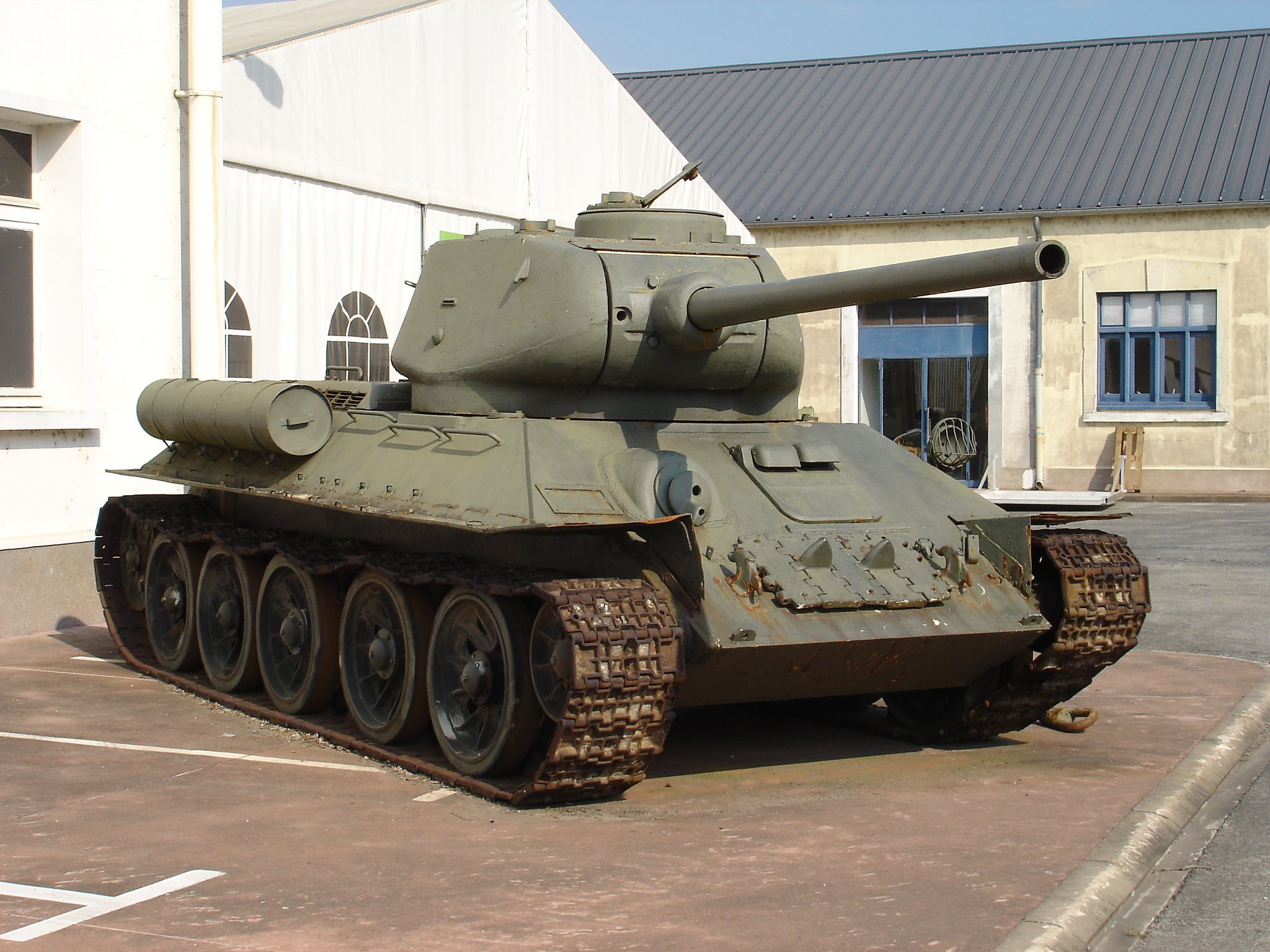
Panzer T-34/85 (2007)

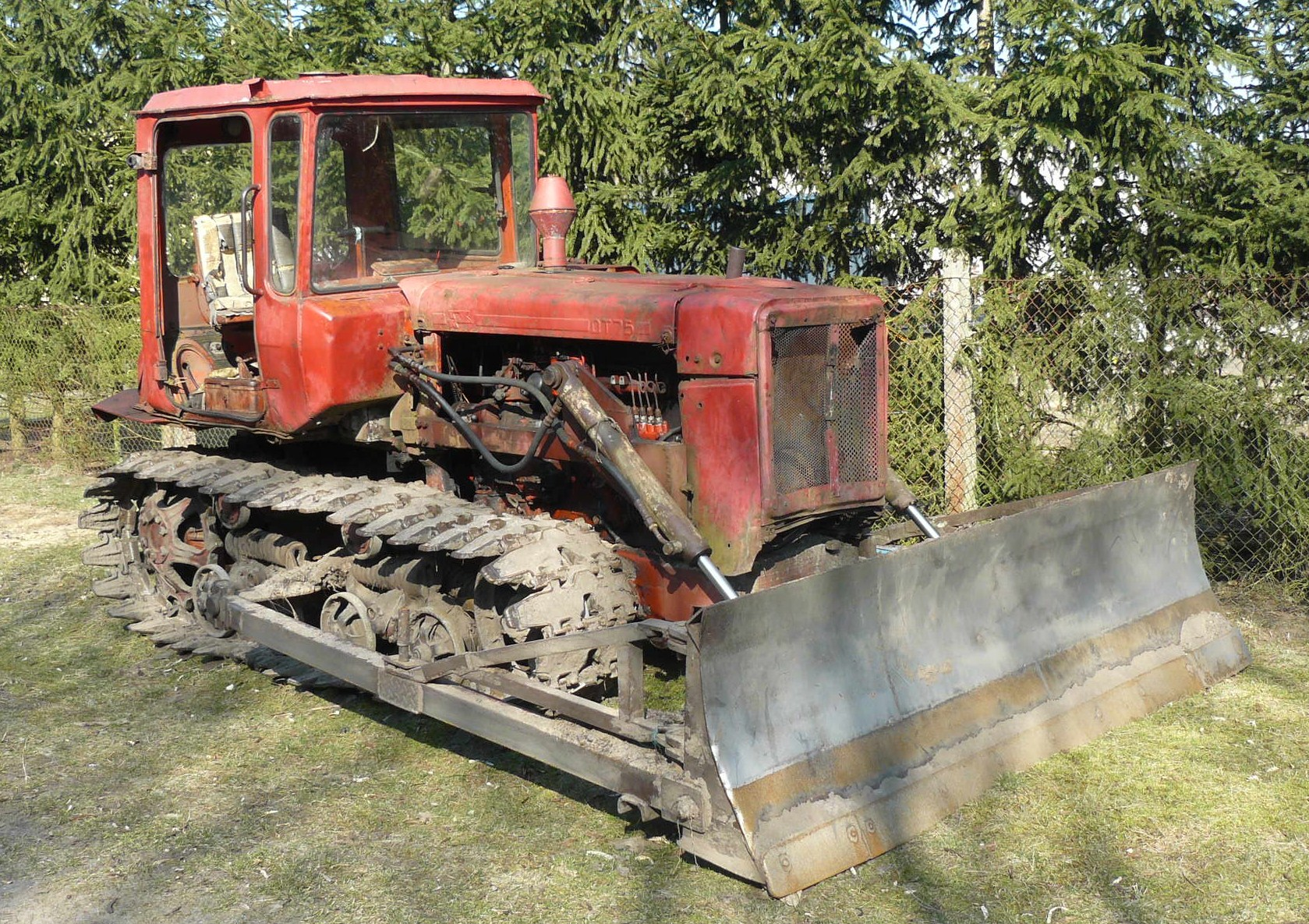
Kettentraktor DT-75 mit Planierschild in Polen (2015)

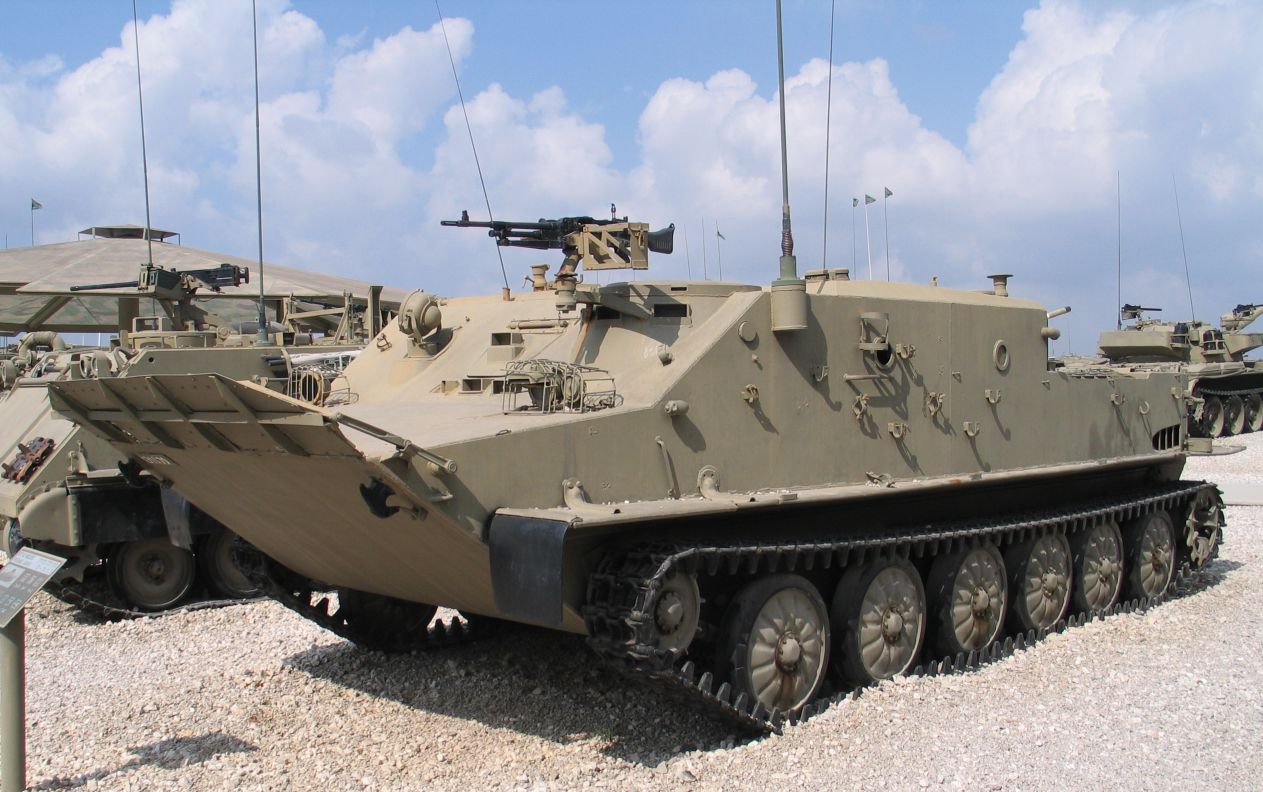
Schützenpanzer BTR-50 in Israel (2005)

Im Januar 1925 schlug Felix Dserschinski auf oberster politischer Ebene der Sowjetunion den Aufbau eines Traktorenwerks vor. Baubeginn in Stalingrad war am 12. Juli 1926. Damit war das Werk das erste im Land, das für die Traktorenproduktion errichtet wurde. Am Aufbau wirkten auch ausländische Experten mit, unter anderem der US-amerikanische Architekt Albert Kahn. Dieser entwarf später auch noch das Tscheljabinski Traktorny Sawod und das Charkowski Traktorny Sawod.
Am 17. Juni 1930 lief der erste Traktor vom Typ SChTS-15/30 (auch als STS-1 bezeichnet) vom Band. Damit ging auch das Werk offiziell in Betrieb. Traktoren dieses Typs wurden ab 1931 auch in Charkow gebaut. 1932 wurde die geplante Produktionskapazität erreicht und das Werk mit dem Leninorden ausgezeichnet. Die Produktion des SChTS-15/30 endete im Mai 1937. Im Juli liefen die ersten Kettentraktoren vom Typ SChTS-NATI vom Band, das Fahrzeug wurde noch im gleichen Jahr auf der Weltfachausstellung Paris 1937 mit einem Grand Prix ausgezeichnet.
Im März 1940 wurden im Moskauer Kreml zwei Prototypen des Panzers T-34 präsentiert, die aus dem Stalingrader Traktorenwerk stammten. Später nahm das Werk auch die Serienproduktion der Panzer auf. Während des Zweiten Weltkriegs wurden sowohl Panzer als auch Panzermotoren hergestellt. Im Februar 1942 wurde die Fabrik dafür mit dem Orden des Roten Banners der Arbeit ausgezeichnet.
Im Spätsommer 1942 startete die Wehrmacht den Angriff auf Stalingrad. Während in den ersten Wochen trotz Kampfhandlungen in unmittelbarer Nähe und Beschuss im Werk weiter gearbeitet wurde, wurden die Anlagen durch Angriffe in der Zeit vom 29. September bis 4. Oktober stark beschädigt. Daraufhin musste die Produktion eingestellt werden. Die Deutschen starteten am 14. Oktober einen Großangriff auf das Werk, in der folgenden Schlacht um das Gelände starben etwa 13.000 sowjetische und 1500 deutsche Soldaten.
Nach der Befreiung Stalingrads wurde die Arbeit im Traktorenwerk im Sommer 1943 wieder aufgenommen; zunächst wurden Panzer repariert. Ab Oktober 1943 wurden wieder Dieselmotoren hergestellt, bis 1944 die Fertigung aufgebaut. Im Februar 1945 erhielt die Fabrik den Orden des Vaterländischen Krieges erster Klasse. Bereits im Mai 1944 war die Traktorenproduktion wieder aufgenommen worden, bis April 1945 wurden 1000 Maschinen gebaut.
1949 begann die Serienfertigung des Kettentraktors DT-54, der auch in Charkow und im Altaiski Traktorny Sawod gebaut wurde. Es handelte sich um den ersten Traktor des Werks mit Dieselmotor und um das erste neue Modell nach dem Krieg. 1954 erhielt das Stalingrader Traktorenwerk den Auftrag, antarktistaugliche Zugmaschinen zu entwerfen. Die Maschinen wurden 1958 tatsächlich bei einer Expedition auf dem Kontinent eingesetzt. Bereits 1956 entstanden erste Prototypen des Kettentraktors DT-75, der ab 1963 in Serie produziert wurde.
Im Jahr 1961 wurde Stalingrad im Rahmen der Entstalinisierung in Wolgograd umbenannt. Im gleichen Jahr wurde der Werksname in „Wolgogradski Traktorny Sawod“ (deutsch Wolgograder Traktorenwerk, russisch Волгоградский тракторный завод) geändert. Die Abkürzung änderte sich entsprechend von СТЗ in ВгТЗ (ТЗ je für Traktorny Sawod, С für Stalingrad und Вг für Wolgograd). In den 1960er-Jahren kamen verschiedene Modellversionen des DT-75 auf den Markt.
Am 14. Januar 1970 wurde der einmillionste Traktor gebaut. Dafür wurde dem Wolgograder Traktorenwerk erneut der Leninorden verliehen. 1983 folgte der zweimillionste Traktor.
Noch während des Zerfalls der Sowjetunion wurde das staatliche Werk 1992 in eine Aktiengesellschaft umgewandelt. In den 1990er-Jahren beschäftigte sich das Werk auf dem militärischen Sektor mit der Weiterentwicklung des Luftlandepanzers BMD und verschiedener anderer Waffensysteme. 2003 wurde das Unternehmen von der Agromaschholding übernommen, die heute als Traktornyje Sawody (Traktorenwerke) firmiert. Seitdem wurden die Kettentraktoren AGROMASCH-90 (überarbeiteter DT-75) und AGROMASCH-150 gebaut.
In den 2010er Jahren geriet das Unternehmen in finanzielle Schwierigkeiten und musste umstrukturiert werden. Am 26. November 2015 wurde die Traktorenproduktion eingestellt, 2018 der militärische Teil vom staatlichen Konzern Rostec übernommen und fortgeführt. Am 28. Dezember 2018 wurde die Firma mit knapp 71 Milliarden Rubeln Schulden für insolvent erklärt. Die weitläufigen ehemaligen Fabrikhallen stehen weitgehend leer und stehen zum Verkauf oder werden bereits neu, unter anderem als Einkaufszentrum, genutzt.

## Produkte

### Zivile Fertigung
- SChTS-15/30 – Erster Radtraktor des Werks, gebaut von 1930 bis 1937.
- SChTS-NATI – Erster Kettentraktor aus Stalingrad, gebaut von 1937 bis 1942 und 1944 bis 1949.
- DT-54 – Ziviler Kettentraktor mit Dieselmotor, 1949 bis 1963 gefertigt.
- DT-75 – Ziviler Kettentraktor, seit 1963 in Serienfertigung.
- AGROMASCH-90 und AGROMASCH-150 – Kettentraktoren aus aktueller Fertigung.
- Kettentraktoren der Baureihe WT aus aktueller Fertigung in unterschiedlichen Leistungsstufen, seit 1997 gebaut.

### Militärische Fertigung
Die nachfolgende Liste ist nicht abschließend. Nicht alle Maschinen wurden ausschließlich in Wolgograd gebaut.
- T-26 – Leichter Panzer aus den 1930er-Jahren
- STS-5 „Stalinez“ – Kettenfahrzeug, unter anderem als Basis für den Mehrfachraketenwerfer Katjuscha.
- T-34 – Panzer des Zweiten Weltkriegs, in Masse gebaut.
- PT-76 – Sowjetischer Schwimmpanzer aus den 1950er-Jahren.
- BMD – In mehreren Generationen gebauter Luftlandepanzer.
- 2S25 Sprut-SD – Russischer Luftlandepanzer auf Basis des BMD.
- BTR-50 – Sowjetischer Schützenpanzer von 1952.
- BTR-D – Sowjetischer Schützenpanzer.
- Verschiedene Ausführungen des Dieselmotors W-2 wurden in Wolgograd gebaut.